# Повторный интеграл
В многовариантном исчислении повторный интеграл является результатом применения интегралов к функциям более чем одной переменной (например, {\displaystyle f(x,y)} или {\displaystyle f(x,y,z)}) таким образом, что каждый из интегралов рассматривает некоторые переменные как заданные константы. Например, функция {\displaystyle f(x,y)}, если {\displaystyle y} считается заданным параметром, может быть интегрирована относительно {\displaystyle x}, {\displaystyle \int f(x,y)dx}. Результат является функцией от {\displaystyle y}, поэтому её интеграл можно рассматривать. Если это будет сделано, результатом будет повторный интеграл
{\displaystyle \int \left(\int f(x,y)\,dx\right)\,dy.}
Ключевым моментом в понятии повторных интегралов является то, что он отличается от кратного интеграла
{\displaystyle \iint f(x,y)\,dx\,dy.}
В общем, хотя эти два интеграла могут быть разными, теорема Фубини утверждает, что при определенных условиях они эквивалентны.
Также используются альтернативное обозначение для повторных интегралов:
{\displaystyle \int dy\int dx\,f(x,y)}
В обозначениях, в которых используются круглые скобки, повторные интегралы вычисляются в соответствии с порядком операций, указанным в скобках, начиная с самого внутреннего интеграла за пределами. В альтернативной записи написания {\textstyle \int dy\,\int dx\,f(x,y)}, в первую очередь вычисляется самое вложенное подынтегральное выражение.

## Примеры

### Простое вычисление
Для повторного интеграла
{\displaystyle \int \left(\int (x+y)\,dx\right)\,dy}
интеграл
{\displaystyle \int (x+y)\,dx={\frac {x^{2}}{2}}+yx}
сначала вычисляется, а затем результат используется для вычисления интеграла относительно y.
{\displaystyle \int \left({\frac {x^{2}}{2}}+yx\right)\,dy={\frac {yx^{2}}{2}}+{\frac {xy^{2}}{2}}}
В этом примере опущены константы интегрирования. После первого интегрирования по x нам необходимо строго ввести «постоянную» функцию от y. То есть, если бы мы дифференцировали эту функцию по x, любые члены, содержащие только y, исчезли бы, оставив исходное подынтегральное выражение. Аналогично для второго интеграла нужно ввести «постоянную» функцию x, потому что мы интегрировали по y. Таким образом, неопределённое интегрирование не имеет большого смысла для функций нескольких переменных.

### Важность порядка
Порядок, в котором вычисляются интегралы, важен в повторных интегралах, особенно когда подынтегральное выражение не является непрерывным в области интегрирования. Примеры, в которых разный порядок приводит к разным результатам, обычно относятся к таким сложным функциям, как приведенный ниже.
Пусть последовательность {\displaystyle a_{0}=0<a_{1}<a_{2}<\cdots }, такая, что {\displaystyle a_{n}\rightarrow 1}. Пусть {\displaystyle g_{n}} — непрерывная функция, отличная от нуля на интервале {\displaystyle (a_{n},a_{n+1})} и только на нем, причем {\displaystyle \int _{0}^{1}g_{n}=1} для каждого {\displaystyle n}. Обозначим
{\displaystyle f(x,y)=\sum _{n=0}^{\infty }(g_{n}(x)-g_{n+1}(x))g_{n}(y).}
В предыдущей сумме для каждого конкретного {\displaystyle (x,y)} найдется не более одного слагаемого, отличного от нуля. Для этой функции бывает, что
{\displaystyle \int _{0}^{1}\left(\int _{0}^{1}f(x,y)\,dy\right)\,dx=\int _{0}^{a_{1}}\left(\int _{0}^{a_{1}}g_{0}(x)g_{0}(y)\,dy\right)\,dx=1\neq 0=\int _{0}^{1}0\,dy=\int _{0}^{1}\left(\int _{0}^{1}f(x,y)\,dx\right)\,dy}